# Francesco Carbonieri
Francesco Carbonieri (Campagnola Emilia, 9 luglio 1809 – Modena, 11 dicembre 1866) è stato un avvocato, patriota e politico italiano.

## Biografia
Avvocato di Reggio Emilia manifesta i suoi sentimenti filo-piemontesi nei moti del 1830-1831. Nel 1848 fa parte del Governo provvisorio cittadino che in seguito si unisce con quello di Modena: nella sua veste di ministro è firmatario del rogito di dedizione del Ducato di Modena a Carlo Alberto di Savoia. Dopo la restaurazione si ritira a vita privata e si dedica unicamente alla professione di avvocato e alla collaborazione con il quotidiano fiorentino "L'Appennino". Tenuto in grande considerazione da Luigi Carlo Farini all'annessione del ducato al Regno d'Italia viene nominato senatore.

### Vita privata
Figlio di Giuseppe e Anastasia Marmiroli, appartenente ad una facoltosa famiglia di Campagnola Emilia, ebbe numerosi fratelli e sorelle, fra i quali il ministro ed onorevole Luigi. Sposò Luigia Pederzani ed ebbe Alberto, Anastasia, Teresa, Gaetano e Luigi. Quest'ultimo fu sindaco di Campagnola Emilia, padre del chimico e fotografo Francesco, di Bianca (in Moruzzi), di Marta (in Tirelli) e di Laura (in Bianchi) e nonno di Giuseppe Moruzzi.